# Gafanhoto (Povoação)

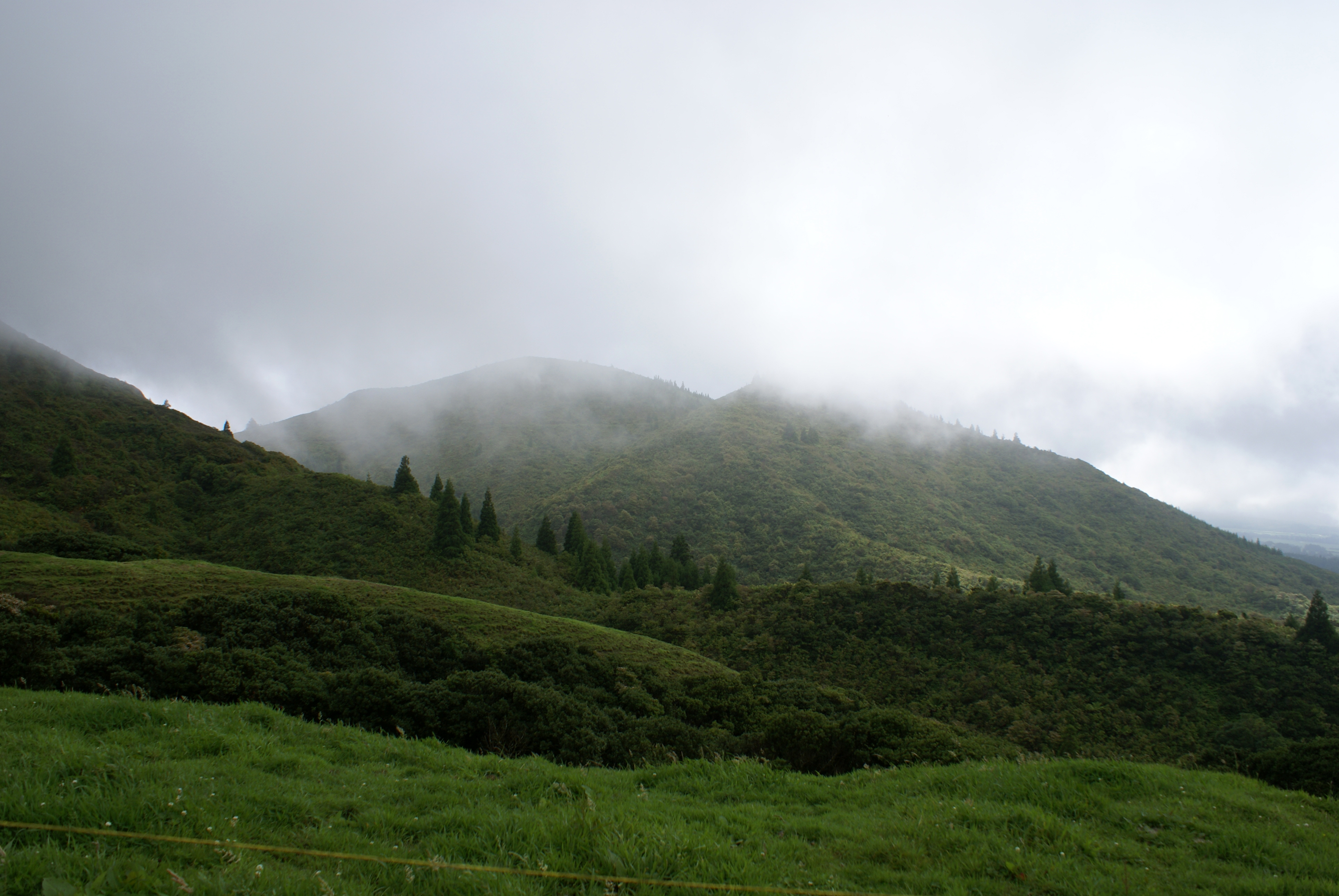
Pico do Gafanhoto.

O Gafanhoto é uma elevação portuguesa localizada no concelho da Povoação, ilha de São Miguel, arquipélago dos Açores.
Este acidente geológico tem o seu ponto mais elevado a 715 metros de altitude acima do nível do mar. Na imediação desta formação geológica encontra-se o Pico do Salto do Cavalo e a localidade das Furnas. Nas suas encostas nascem a Ribeira Funda e a Ribeira do Salto.